# Râul Firizan
Râul Firizan este un afluent al râului Ilba.

## Bzin hidrografic
Râul aparține bazinului hidrografic al râului Someș.